# باشگاه فوتبال فیلیت تاون
باشگاه فوتبال فیلیت تاون (به انگلیسی: Fleet Town Football Club) یک باشگاه فوتبال در شهر فلیت، همپشایر، در کشور انگلستان است که در سال ۱۸۹۰ میلادی تأسیس شده‌است.